# Operazioni di polizia contro Cosa nostra
Questa lista è suscettibile di variazioni e potrebbe essere incompleta o non aggiornata.

Questo è un elenco delle operazioni delle forze di polizia italiane contro Cosa nostra, riportate in ordine cronologico.

## XX secolo

### Anni '70
- 14 e 23 luglio 1971 - Blitz dei 114 o Notte delle manette, eseguito in due tranche dagli uomini della Squadra mobile di Palermo guidati dal commissario Boris Giuliano e dal Comando provinciale dei Carabinieri agli ordini dell'allora colonnello Carlo Alberto dalla Chiesa con 47 arresti e un totale di 114 denunciati tra Milano, Napoli, Sassari e Palermo per il reato di associazione a delinquere: finiscono in manette boss del calibro di Paolino Bontate e il figlio Stefano, Gerlando Alberti, Gaetano Badalamenti, Rosario Mancino e tanti altri.[1]

### Anni '80
- 5 maggio 1980 - Retata dei 55, condotta dagli uomini dalla Questura di Palermo al comando del questore Vincenzo Immordino ad esito di un rapporto della Criminalpol sul gruppo mafioso Spatola-Inzerillo-Gambino-Di Maggio, sui collegamenti fra mafia siciliana e mafia italo-americana e sul finto rapimento del bancarottiere Michele Sindona, che portò a ventotto arresti e cinquantacinque denunciati per associazione a delinquere aggravata e traffico di droga.[2] Gli arresti furono convalidati dal solo procuratore capo di Palermo Gaetano Costa perché gli altri sostituti rifiutarono di firmare: a causa di questa decisione, il 6 agosto successivo Costa fu assassinato.[3]
- 12 luglio 1982 - Blitz dei 162, condotto congiuntamente dalla Squadra mobile di Palermo e dai Carabinieri con venti arresti e 160 denunciati a Palermo, Napoli, Milano, Torino, Varese e Roma per omicidio ed associazione a delinquere finalizzata al traffico di droga. Si faceva luce per la prima volta su venti omicidi e dodici "lupare bianche" avvenuti a partire dal 1981 nel contesto della "seconda guerra di mafia" scatenata dai Corleonesi.[4]
- 15 febbraio 1983 - Operazione San Valentino, coordinata dai sostituti procuratori di Milano Francesco Di Maggio e Piercamillo Davigo, che portò all'arresto di 37 persone e ad un altro centinaio di comunicazioni giudiziarie su tutto il territorio nazionale, principalmente con l'accusa di associazione a delinquere di stampo mafioso. L'operazione scompaginò l'attività delle famiglie mafiose dei Bono, Enea, Fidanzati e Ciulla, accusate di riciclare i profitti del traffico di droga nel mercato immobiliare a Milano e fece scalpore poiché si trattò di una delle prime inchieste sull'infiltrazione mafiosa nel Nord Italia[5].
- 9 aprile 1984 - Operazione Pizza Connection,  condotta dall'FBI in collaborazione con le polizie italiana, svizzera e spagnola che vide 31 incriminati per traffico di droga ed associazione a delinquere: 24 arresti negli Stati Uniti, sei a Palermo (Antonino Castronovo, 77 anni, di Bagheria; Giuseppe Soresi, 49 anni, di Borgetto, suo figlio Natale di 25; Filippo Nania, 56 anni, nato a Partinico; Erasmo Ferrante di 44 anni, palermitano; Vincenzo Leone di 47 anni, di Alcamo); due in Svizzera arrestati a Bellinzona (Adriano Corti, di 41 anni e Franco Della Torre, di 41 anni originario di Balerna); il giorno precedente era stato arrestato a Madrid (Spagna) anche Gaetano Badalamenti, considerato il capo assoluto di questa rete[6]. Secondo William French Smith, ministro della Giustizia statunitense, si trattò della «più grande operazione del secolo contro la criminalità organizzata».[7]
- 29 settembre 1984 - Operazione San Michele cui presero parte oltre tremila agenti della Squadra mobile di Palermo, della Criminalpol, dei Carabinieri e della Guardia di Finanza, i quali misero a segno 366 mandati di cattura a Palermo ed anche a Roma, Milano e Frosinone nonché recapitarono un centinaio di comunicazioni giudiziarie (una delle quali raggiunse l'ex sindaco di Palermo Vito Ciancimino); i mandati di cattura furono firmati dai giudici istruttori Giovanni Falcone, Paolo Borsellino, Giuseppe Di Lello e Leonardo Guarnotta, coordinati dal consigliere istruttore Antonino Caponnetto, e si basavano sulle dichiarazioni di Tommaso Buscetta[8][9].
- 25 ottobre 1984 - Operazione San Crispino basata sulle dichiarazioni del collaboratore di giustizia Salvatore Contorno che portò all'emissione di 127 mandati di cattura da parte dei giudici istruttori Giovanni Falcone, Paolo Borsellino, Giuseppe Di Lello e Leonardo Guarnotta, che vennero eseguiti tra Palermo, Roma, Bari, Bologna e videro impegnati circa duemila agenti della Polizia di Stato, dei Carabinieri e della Guardia di Finanza.[10]
- 12 gennaio 1988 - Operazione Adrano, coordinata dai sostituti procuratori di Catania Mario Busacca e Giuseppe Gennaro, vide impegnati 500 Carabinieri nell'esecuzione di 66 mandati di cattura nei confronti di affiliati al clan di Nitto Santapaola nella zona tra Adrano, Paternò e Biancavilla, sulla base delle accuse del collaboratore di giustizia Giuseppe Alleruzzo.[11]
- 10 marzo 1988 - Blitz Calderone, dal nome del collaboratore di giustizia Antonino Calderone sulle cui dichiarazioni si basava l'indagine, portò all'emissione di 160 mandati di cattura per omicidio e associazione a delinquere di stampo mafioso da parte dei giudici istruttori Giovanni Falcone, Paolo Borsellino, Giuseppe Di Lello e Leonardo Guarnotta ed eseguiti dagli uomini della Criminalpol in diverse province siciliane (Catania, Palermo, Agrigento, Caltanissetta ed Enna)[12].
- 1º dicembre 1988 - Operazione Iron Tower, coordinata dal giudice istruttore Giovanni Falcone e dal Procuratore Rudolph Giuliani e condotta dalla Criminalpol e dalla Squadra mobile di Palermo in collaborazione con l'FBI e la DEA, con 37 mandati di cattura per traffico di droga ed associazione mafiosa: sette arresti a Palermo, due a Milano, uno a Bologna, dodici a New York, nove a Filadelfia, due a Miami ed, infine, cinque persone sfuggite alla cattura[13].
- 3 marzo 1989 - Operazione Etna con 86 mandati di cattura per associazione mafiosa, omicidio, estorsione e traffico di droga eseguiti dalla Criminalpol e dalla Squadra mobile di Catania e scaturiti dalle dichiarazioni di Giuseppe Pellegriti, ex capoclan di Adrano e fedelissimo di Giuseppe Alleruzzo (anche lui pentito). Le accuse di Pellegriti, insieme a quelle di Alleruzzo, facevano luce su una serie di omicidi a cavallo tra gli anni '70 e '80 che avevano interessato i paesi del circondario etneo per il predominio dei racket mafiosi.[14]

### Anni '90
- 16 maggio 1990 - Operazione Duomo Connection, coordinata dal procuratore aggiunto di Palermo Giovanni Falcone e dal sostituto procuratore di Milano Ilda Boccassini ed eseguita dalla squadra del ROS dei Carabinieri al comando del capitano Sergio De Caprio, portò in carcere 20 persone e mise in luce per la prima volta l'infiltrazione di Cosa nostra in Lombardia[15][16].
- 6 maggio 1992 - Operazione Palma, coordinata dal Procuratore capo di Palermo Pietro Giammanco e dai sostituti Paolo Borsellino, Gioacchino Natoli e Francesco Lo Voi e portata a termine dal personale della DIA di Palermo guidato da Gianni De Gennaro, che si basava sulle dichiarazioni del collaboratore di giustizia Vincenzo Calcara, le quali condussero all'emissione di 43 ordini di cattura contro i mafiosi di Castelvetrano e i loro fiancheggiatori, fra cui l'ex sindaco Antonio Vaccarino (indicato da Calcara a capo della cosca) e l’impiegato in pensione della Cassazione Giuseppe Schiavone, incaricato di "aggiustare" i processi[17].
- 25 luglio 1992 e termina l'8 luglio 1998 - Operazione Vespri Siciliani condotta dall'Esercito Italiano nelle principali città siciliane, in cui furono impiegati complessivamente 150.000 uomini con funzioni di controllo del territorio e di prevenzione di delitti di criminalità organizzata, conferendo al personale militare alcune funzioni proprie della qualifica di ufficiali e agenti di pubblica sicurezza.[18]
- 18 novembre 1992 - Operazione Leopardo coordinata dal Procuratore capo della Repubblica di Caltanissetta, Giovanni Tinebra, dai dirigenti dello SCO, Achille Serra ed Antonio Manganelli e dal questore di Caltanissetta Vittorio Vasquez, con l'esecuzione di 203 mandati di cattura e di altri 106 avvisi di garanzia per associazione a delinquere di stampo mafioso, estorsione e voto di scambio, che si basavano sulle accuse dei collaboratori di giustizia Leonardo Messina e Paolo Severino e colpirono le varie articolazioni del clan guidato da Giuseppe "Piddu" Madonia, fedelissimo dei Corleonesi, nei comuni della provincia di Caltanissetta ed Enna e in Lombardia, Piemonte, Lazio e Calabria[19][20]; 81 dei 203 ordini di arresto colpirono soggetti già detenuti (tra cui lo stesso Madonia) mentre quarantacinque destinatari dei mandati erano già latitanti o si diedero alla macchia: si trattò del più grande blitz antimafia dai tempi dell'operazione "San Michele", la maxi-retata del 29 settembre 1984 seguita alle confessioni di Tommaso Buscetta[20].
- 15 gennaio 1993 - Operazione Belva conclusa dal ROS dell'Arma dei Carabinieri al comando del generale Mario Mori dopo alcuni mesi d'indagine che porta all'arresto di Salvatore Riina, considerato il numero uno di Cosa nostra, e del suo "autista" Salvatore Biondino.
- 18 maggio 1993 - Operazione Luna Piena, condotta dai dirigenti dello SCO della Polizia di Stato Antonio Manganelli e Alessandro Pansa che vide impiegati quattrocento agenti e portò all'arresto di Benedetto Santapaola, capo indiscusso della mafia catanese sorpreso in un casolare nelle campagne di Mazzarrone (CT).[21]
- 17 dicembre 1993 - Operazione Orsa Maggiore che prevedeva 156 mandati di cattura contro affiliati e fiancheggiatori del clan catanese guidato dal boss Benedetto Santapaola per associazione a delinquere di stampo mafioso ed una serie di altri reati (tra cui diversi omicidi, come quello del giornalista Giuseppe Fava e dell'ispettore Giovanni Lizzio, e numerosi danneggiamenti a scopo di estorsione, come l'incendio dei magazzini Standa in via Etnea nel 1990) e si basava in gran parte sulle dichiarazioni del collaboratore di giustizia Claudio Severino Samperi. 53 dei 156 ordini di arresto colpirono soggetti già detenuti (tra cui lo stesso Santapaola) e l'operazione occupò in tutto circa mille fra Carabinieri, agenti di polizia e finanzieri[22].
- 2 febbraio 1994 - Operazione Golden Market, coordinata dal Procuratore capo di Palermo Gian Carlo Caselli e basata sulle dichiarazioni dei collaboratori di giustizia Gaspare Mutolo, Giuseppe Marchese, Giovanni Drago e Francesco Marino Mannoia, la quale si concluse con 76 mandati di cattura nei confronti di numerosi professionisti palermitani (medici, avvocati ed impiegati di banca) accusati di essere vicini o addirittura affiliati a Cosa Nostra.[23]
- 24 marzo 1994 - Operazione Petrov condotta dal reparto operativo dei Carabinieri guidato dal capitano Elio Dell'Anna, che prevedeva 74 ordini di custodia cautelare, sulla base, in gran parte, delle accuse del collaboratore di giustizia Pietro Scavuzzo. L'operazione scompaginò i mandamenti mafiosi della provincia di Trapani ma quindici ricercati si resero latitanti, fra cui l'allora sconosciuto capo del mandamento di Trapani Vincenzo Virga e Calogero Musso, capo della "famiglia" di Vita (TP)[24].
- 6 giugno 1994 - Operazione Mare Nostrum, che portò all'arresto di 229 persone ritenute appartenenti ai clan di Barcellona Pozzo di Gotto, Terme Vigliatore, Tortorici e Mistretta che a cavallo degli anni '80 e '90 avevano dato vita ad una feroce guerra di mafia: dovevano rispondere di 39 omicidi, 45 ferimenti e centinaia di casi di attentati, minacce, estorsioni e spaccio di droga[25].
- 30 gennaio 1996 - Operazione Omega, coordinata dalla DDA di Palermo con 80 ordinanze di custodia cautelare sulla base della accuse dei collaboratori di giustizia Antonio Patti, Salvatore Giacalone, Vincenzo Sinacori e Giuseppe Ferro, i quali ricostruirono le responsabilità di più di vent'anni di omicidi avvenuti nella provincia di Trapani dagli anni '70 in poi.[26][27][28]
- 20 marzo 1998 - Operazione Akragas 1, scaturita dalle dichiarazioni del collaboratore di giustizia Pasquale Salemi, portò all'arresto di 42 soggetti ritenuti affiliati alle cosche agrigentine.[29]
- 9 novembre 1998 - Operazione Grande Oriente, portata a termine dal Raggruppamento Operativo Speciale dell'Arma dei Carabinieri guidati dal generale Mario Mori con 47 arresti che colpirono le famiglie di Bagheria, Caltanissetta e Catania accusate di proteggere la latitanza del boss Bernardo Provenzano, tra cui anche Giovanna Santoro e Maria Stella Madonia, rispettivamente moglie e sorella di Giuseppe "Piddu" Madonia che nonostante il 41 bis, attraverso loro, continuava a mantenere rapporti con l'esterno[30]; l'operazione fu resa possibile grazie alle "soffiate" di Luigi Ilardo (cugino di primo grado di Madonia e suo sostituto come reggente della provincia nissena) che dall'ottobre del 1993 e fino alla morte nel 1996, quando i sicari della mafia lo freddarono a Catania, aveva fornito indicazioni preziose sull'organizzazione del cugino e dei suoi stretti collegamenti con Provenzano[31].
- 12 gennaio 1999 - Operazione Akragas 2, scattato grazie alle dichiarazioni del collaboratore di giustizia Alfonso Falzone rese alla DDA di Palermo, consentì di effettuare altri 50 arresti che decapitarono le famiglie della provincia di Agrigento e consentirono di fare luce su numerosi omicidi avvenuti in zona negli anni '90, come quelli del maresciallo dei carabinieri Giuliano Guazzelli, dell'agente penitenziario Pasquale Di Lorenzo e del ragazzino Giuseppe Di Matteo[32].

## XXI secolo

### Anni 2000
- 3 aprile 2000 - Operazione Orione contro 110 affiliati del clan catanese guidato dal boss Benedetto Santapaola accusati di associazione a delinquere di stampo mafioso, omicidio, estorsione e traffico di stupefacenti che vide impegnati 400 uomini del ROS e del Comando provinciale dei Carabinieri di Catania.[33]
- 22 gennaio 2002 - Operazione Peronospora condotta dalla DDA di Palermo scompaginò con 32 arresti la famiglia mafiosa di Marsala (TP)[34].
- 29 marzo 2004 - Operazione Alta Mafia, che portò all'arresto di 43 affiliati e fiancheggiatori delle famiglie mafiose di Favara (AG) e Canicattì (AG), compresi il deputato regionale UDC Vincenzo Lo Giudice e il sindaco di Canicattì Antonio Scrimali[35].
- 24 gennaio 2005 - Operazione Grande Mandamento che portò in carcere 49 esponenti delle famiglie di Villabate, Bagheria, Villafrati, Belmonte Mezzagno e Mezzojuso accusati di aver favorito la latitanza di Bernardo Provenzano.[36][37]
- 20 giugno 2006 - Operazione Gotha, coordinata dal procuratore aggiunto Giuseppe Pignatone e dai sostituti Roberta Buzzolani, Maurizio de Lucia, Nino Di Matteo, Domenico Gozzo e Michele Prestipino con 52 arresti che decapitarono le famiglie di Cosa nostra di Pagliarelli, San Lorenzo e Uditore, rivelando le dinamiche di conflitto venutesi a creare tra i boss palermitani dopo l'arresto di Bernardo Provenzano il 26 aprile 2006 e si rivelarono decisive alle indagini le microspie con cui vennero registrate conversazioni tra i boss Antonino Rotolo, Francesco Bonura, Antonino Cinà, Vincenzo Marcianò.[38]
- 10 dicembre 2006 - Operazione Tagli pregiati, condotta dal Comando provinciale di Caltanissetta con 89 arresti e il sequestro di beni per 20 milioni di euro tra la Sicilia, il Lazio e la Lombardia che decimarono il clan Rinzivillo di Gela (CL)[39][40].
- 7 febbraio 2008 - Operazione Old Bridge con cui vengono arrestate 90 persone tra New York e la Sicilia, presunti appartenenti alle famiglie Inzerillo e il suo boss Giovanni Inzerillo, Mannino, Di Maggio e Gambino, tra cui anche il boss Jackie D'Amico: fu la più grande retata dopo "Pizza connection"[41]. Dopo l'arresto dei Corleonesi e di Salvatore Lo Piccolo, si ipotizzò un ritorno della famiglia Inzerillo dagli USA, i cosiddetti scappati dalla seconda guerra di mafia scatenata da Totò Riina. Si voleva infatti ristrutturare l'organizzazione e ritornare al passato e rientrare nel traffico di droga, attualmente in mano alla 'Ndrangheta.
- 16 dicembre 2008 - Operazione Perseo, con cui i Carabinieri di Palermo catturarono 99 mafiosi appartenenti ai vertici di Cosa nostra palermitana che, unitamente a decine di gregari, tentavano di ricostituire la Commissione provinciale palermitana.[42]
- 15 giugno 2009 - Operazione Golem, coordinata dalla DDA di Palermo e condotta dagli uomini dello SCO e delle Squadre mobili delle questure di Trapani e Palermo, che portò all'arresto di 13 persone tra mafiosi e imprenditori trapanesi, accusati di favorire la latitanza di Matteo Messina Denaro fornendogli documenti falsi ma anche di gestire estorsioni e traffico di stupefacenti per conto del latitante[43].

### Anni 2010
- 14 marzo 2010 - Operazione Golem 2, condotta sempre dagli agenti dello SCO e delle squadre mobili di Trapani e Palermo, che portò all'arresto di altre diciannove persone a Castelvetrano, accusate di aver compiuto estorsioni e incendi dolosi per conto di Matteo Messina Denaro ai danni di imprenditori e politici locali; tra gli arrestati figurarono anche il fratello del latitante, Salvatore Messina Denaro e i suoi cugini Giovanni e Matteo Filardo, nonché l'ottantenne Antonino Marotta, definito "il decano della mafia trapanese" perché ex appartenente alla banda di Salvatore Giuliano[44][45][46].
- 2 novembre 2010 - Operazione Iblis, coordinata dalla DDA di Catania e condotta dal ROS dei Carabinieri e dal Comando provinciale dei Carabinieri di Catania, portò all'emissione di 47 ordinanze di custodia cautelare che colpirono i rapporti tra mafia, imprenditoria e politica nei comuni di Catania, Ramacca, Caltagirone e Palagonia.[47][48]
- 18 maggio 2011 - Operazione Tetragona, coordinata dalla DDA di Caltanissetta ed eseguita dagli uomini della Squadra mobile di Caltanissetta, del Commissariato di Gela e delle Squadre mobili di Varese e Genova, i quali hanno eseguito 63 ordinanze di custodia cautelare che colpirono le famiglie Emmanuello e Rinzivillo di Gela (CL) e le loro ramificazioni in Lombardia e Liguria[49].
- 22 giugno 2014 - Operazione Apocalisse, coordinata dalla DDA di Palermo ed eseguita dagli uomini del ROS dei Carabinieri, della Squadra Mobile di Palermo e della Guardia di Finanza nei confronti di 91 presunti affiliati alle famiglie di San Lorenzo, dell'Arenella e dell'Acquasanta.[50]
- 9 dicembre 2014 - Operazione New Bridge, con cui vengono arrestati 8 boss tra Italia e USA: Francesco Palmeri, detto “Ciccio l'americano” e considerato sottocapo dei Gambino, Giovanni Grillo, detto "John", Salvatore Farina, figlio del defunto boss di Cosa Nostra Ambrogio (già imputato per l'omicidio del giudice Ciaccio Montalto), Carlo Brillante, Raffaele Valente, Daniele Cavoto, Michele Amabile, Francesco Vonella. L'operazione conferma ancora vivi i legami con la mafia siciliana[51].
- 1º febbraio 2015 - Operazione Spartivento, condotta dalla Squadra mobile di Catania su delega della DDA di Catania, nei confronti di 16 persone accusate di associazione per delinquere finalizzata al traffico internazionale di droga: secondo l'accusa, i gruppi criminali dei Nizza, Morabito e Saitta, concorrenti tra loro e tutti collegati alla storica "famiglia" Santapaola-Ercolano di Cosa nostra, avrebbero gestito il traffico di tonnellate di marijuana e hashish fatti arrivare dall'Albania su pescherecci siciliani o su natanti messi a disposizione dagli stessi albanesi per rifornire le piazze di spaccio di Librino, San Cristoforo e Picanello[52].
- 5 luglio 2016 - Operazione Nolostand, coordinata dal procuratore aggiunto di Milano Ilda Boccassini con undici arresti di elementi vicini alle famiglie mafiose di Pietraperzia (EN) e Partanna (TP) accusati di aver trasferito in Sicilia una somma di denaro guadagnata con l'allestimento di alcuni stand dell'EXPO di Milano del 2015.[53]
- 23 gennaio 2018 - Operazione Montagna, coordinata dalla DDA di Palermo con 56 arresti tra boss e gregari di Cosa nostra agrigentina, che hanno smembrato i mandamenti della zona montana tra Santa Elisabetta (AG) e Sciacca (AG)[54].
- 4 dicembre 2018 - Operazione Cupola 2.0, effettuata dal comando dei Carabinieri di Palermo che ha portato all'arresto di 46 persone per associazione mafiosa. Tra loro il gioielliere ottantenne Settimo Mineo, ritenuto il nuovo capo dei capi di Cosa nostra tramite elezione unanime in un summit organizzato da tutti i capi regionali il 29 maggio[55]. Secondo gli inquirenti tale incontro ha posto le basi per la costituzione di una nuova commissione provinciale dopo 25 anni dall'ultima formazione da parte dei corleonesi ponendo Mineo come l'erede assoluto di Salvatore Riina.[56][57][58]
- 17 luglio 2019 - Operazione New Connection, in cui vengono arrestate dalla polizia italiana coadiuvata dall'FBI un totale di 19 persone tra Italia e USA compreso Salvatore Gambino, sindaco di Torretta. L'operazione ha svelato il forte legame ancora esistente tra Cosa Nostra rappresentata dalla famiglia Inzerillo e quella dei Gambino di New York, ma soprattutto il potere ricostituito a Palermo da parte degli "Scappati" dopo il loro ritorno in Italia e la sopraggiunta morte di Salvatore Riina che ne aveva ordinato l'esilio dopo la Seconda guerra di mafia degli anni '80. Tra gli arrestati i cugini Francesco e Tommaso Inzerillo e Giovanni Buscemi, boss del mandamento di Passo di Rigano, che dovranno rispondere di associazione per delinquere di tipo mafioso, estorsione aggravata, concorso esterno in associazione mafiosa, trasferimento fraudolento di valori aggravato e concorrenza sleale aggravata dal metodo mafioso.[59][60][61]

### Anni 2020
- Il 15 gennaio del 2020 la Direzione Distrettuale Antimafia di Messina, con a Capo il Procuratore Maurizio De Lucia, coordinando il lavoro dei Carabinieri del Ros e della Guardia di Finanza, ha eseguito l'operazione Nebrodi, una delle più importanti indagini antimafia eseguite in Sicilia e la più imponente, sul versante dei Fondi Europei dell'Agricoltura in mano alle mafie, mai eseguita in Italia e all'Estero, con 94 arresti e 151 aziende agricole sequestrate[62]. Nella conferenza stampa le parole del Procuratore Maurizio De Lucia, del Procuratore Nazionale Antimafia Federico Cafiero De Raho e del Comandante Nazionale del Ros, Generale Pasquale Angelosanto, sono state unanimi sia nel riconoscere nel "Protocollo Antoci" uno strumento fondamentale per bloccare questo sistema criminale sia nell'attribuire a tale contesto il movente dell'attentato contro Giuseppe Antoci e gli uomini della scorta nel maggio del 2016.[63]
- 30 giugno 2020 - Operazione Ultra, condotta dal ROS e del Comando provinciale dei Carabinieri di Enna con il coordinamento della DDA di Caltanissetta e in collaborazione con la polizia tedesca, che ha portato a 46 arresti tra Sicilia e Germania per i reati di associazione mafiosa, associazione a delinquere finalizzata al traffico e allo smercio di stupefacenti, estorsioni, corruzione aggravata dall'avere favorito l'associazione mafiosa e detenzioni di armi. Gli arresti colpirono le famiglie di Pietraperzia (EN) e Barrafranca (EN) su cui esercitava il comando il noto avvocato Raffaele Bevilacqua, già detenuto all'ergastolo in regime di 41 bis e scarcerato nel 2018 agli arresti domiciliari per motivi di salute[64].
- 21 Luglio 2020 - i carabinieri di Palermo arrestano 15 persone in un'indagine coordinata dalla Dda del capoluogo siciliano con l'accusa di associazione per delinquere finalizzata al traffico di sostanze stupefacenti e detenzione e vendita di droga, commessi con l'aggravante delle finalità mafiose.[65]
- 1º febbraio 2021 - Operazione Xydi, coordinata dalla DDA di Palermo e condotta dagli agenti del ROS dei Carabinieri, con 22 arresti che colpirono capi e gregari delle famiglie di Canicattì, Ravanusa, Favara e Campobello di Licata, in provincia di Agrigento, e gli esponenti della locale Stidda, organizzazione mafiosa che stava rinascendo in accordo con Cosa nostra agrigentina[66].
- 5 luglio 2021 - i Carabinieri del Comando provinciale di Palermo hanno eseguito un'ordinanza di custodia cautelare per 85 persone, accusate a vario titolo di associazione mafiosa, concorso esterno in associazione mafiosa, associazione finalizzata al traffico di droga, reati in materia di armi, estorsione e corruzione. Tra gli arrestati vi sarebbe anche un agente di Polizia penitenziaria con l'accusa di corruzione aggravata. L'agente, secondo gli inquirenti, avrebbe favorito il boss rendendo possibili scambi di lettere dal carcere e rivelato agli indagati informazioni sull'organizzazione della struttura carceraria per ostacolare le attività di indagine e di intercettazione.[67]
- 11 luglio 2021 - i Carabinieri del Comando provinciale di Palermo hanno eseguito una misura cautelare nei confronti di 11 persone accusate a vario titolo di associazione di tipo mafioso, detenzione di stupefacenti, favoreggiamento personale e tentata estorsione con l’aggravante del metodo mafioso.[68]
- 17 maggio 2022 - Polizia e Carabinieri arrestano a Palermo 31 persone colpevoli di associazione mafiosa, detenzione di stupefacenti e di armi, favoreggiamento personale ed estorsione con l’aggravante del metodo mafioso.[69]
- 16 gennaio 2023 - Operazione Tramonto, coordinata dalla DDA di Palermo ed eseguita dai Carabinieri del ROS con la collaborazione del GIS[70], porta all'arresto di Matteo Messina Denaro, capo indiscusso di Cosa Nostra trapanese sorpreso in una clinica palermitana dopo trent'anni di latitanza[71].
- 28 febbraio 2023 i Carabinieri di Cefalù arrestano 13 presunti appartenenti al clan delle Madonie accusati a vario titolo di associazione mafiosa, estorsione, detenzione illegale di armi e spaccio di droga.[72]
- Il 25 ottobre 2023 si conclude l'operazione Hydra con 153 indagati e l'arresto di 11 persone, tutti ritenuti legati al clan Fidanzati (Palermo), al mandamento di Castelvetrano (Trapani) e ai Rinzivillo di Gela (Caltanissetta) di Cosa Nostra, alle locali di Lonate Pozzolo (i Rispoli) e di Desio (i Crea e gli Iamonte) della 'Ndrangheta e al clan campano-romano dei Senese, accusati a vario titolo di estorsione, truffa, riciclaggio, detenzioni di armi, traffico e distribuzione di stupefacenti e investimenti in edilizia attraverso l'ecobonus, l'ortomercato della città di Milano e parcheggi di ospedali[73]. Secondo la ricostruzione della Direzione distrettuale antimafia di Milano, rigettata dal Gip Tommaso Perna, questi gruppi criminali avrebbero fatto parte di un unico "consorzio", ribattezzato dal pm Alessandra Cerreti e dal procuratore Marcello Villa “sistema mafioso lombardo”, nato per condividere affari e il controllo del territorio in Lombardia.[73] Nell'ottobre 2024 il Tribunale del riesame conferma la presenza di un sodalizio tra le diverse propaggini mafiose italiane operanti in Lombardia per la gestione di affari illeciti ma non il concetto di confederazione mafiosa che dovrebbe invece avere una connotazione nazionale[74].
- 11 febbraio 2025 - i Carabinieri del Comando provinciale di Palermo coordinati dalla Direzione Distrettuale Antimafia eseguono 183 misure cautelari nei confronti di vecchi e nuovi boss, "colonnelli", uomini d'onore, ed estortori di diversi "mandamenti" del capoluogo siciliano e della provincia.[75][76][77]